# Lucas Vis
Lucas Vis (Bergen (Noord-Holland),  19 februari 1947) is een Nederlands dirigent en componist. 

## Opleiding
Vis studeerde van 1962 tot 1969 aan het Muzieklyceum in Amsterdam, cello bij Reinier Bresser en  orkestdirectie bij Jaap Spaanderman. In 1967 volgde hij een directiecursus bij Bruno Maderna, waarbij hij als beste deelnemer een onderscheiding kreeg van Radio Salzburg. Daarna was hij deelnemer aan masterclasses en cursussen bij Pierre Boulez, Jean Fournet, Marius Constant, Dean Dixon en Paul Hupperts. Op advies van Maderna en Boulez studeerde Vis ook compositie, bij Jan van Vlijmen.

## Activiteiten

### Dirigent
In 1968-1969 was Vis cellist en assistent-dirigent van het toenmalig Amsterdams Philharmonisch Orkest. Vanaf 1967 was hij gastdirigent bij onder meer het Nederlands Kamerorkest, het Residentie Orkest en het Concertgebouworkest. 
Van 1976 tot 1979 was hij vaste dirigent van het Nederlands Balletorkest en van 1979 tot 1982 van Het Brabants Orkest. Van 1988 tot 2000 was hij dirigent en artistiek leider van het Noordhollands Philharmonisch Orkest. Vanaf april 2020 is hij dirigent bij CoMa Eindhoven, een ensemble voor hedendaagse klassieke muziek.

### Bijzondere projecten
Vis was een van de vier dirigenten bij de illustere uitvoeringen van Stockhausens Carré voor vier koren en vier orkesten in 1971 in Den Haag en Parijs. In 1973 leidde hij de opera Satyricon van Maderna in de Scala van Milaan en in Amsterdam. 
In 1985 dirigeerde hij bij de Nederlandse Operastichting Naima van Theo Loevendie. 

### Pedagoog
Vis was assistent van Bruno Maderna bij diens directie- en compositiecurcussen in Salzburg, Darmstadt en Tanglewood (VS) van 1969 tot 1973, en van Milan Horvat bij zijn directiecursus in Salzburg in 1970. 
In 1980 werd Vis hoofddocent directie aan het Conservatorium Maastricht en in 1981 van het Koninklijk Conservatorium in Den Haag. Van 1998 tot 2005 was hij directeur van het Conservatorium van Amsterdam. Vis is vanaf 2005 hoofdvakdocent directie aan het Conservatorium van Amsterdam. 
Hij heeft een uitgebreide discografie op zijn naam staan, aldus Muziekweb.

### Composities
Vis componeerde onder andere:
- Essay I voor 8 instrumenten (1971)
- Music for soprano and cello (1971)
- Serenade voor 3 violen en orkest (1973)
- Openingsmuziek voor orkest (1976).

## Prijzen en onderscheidingen
Voor de compositie Essay I (zie boven) werd Vis onderscheiden met de "Tanglewood Sergei Koussevitzky Composition Prize" 1971.
- Bibliothèque nationale de France: cb14236939n (data)
- Gemeinsame Normdatei: 134974611
- International Standard Name Identifier: 0000 0000 7840 2350
- Library of Congress Control Number: n84088402
- MusicBrainz: 72c41b17-c577-4a4f-b99f-0cf9290b3bc4
- Nationale Bibliotheek van Israël: 987007592079105171
- Nederlandse Thesaurus van Auteursnamen: 072464542
- Système universitaire de documentation: 07996768X
- Virtual International Authority File: 23540406
- WorldCat: E39PBJdCv8hwJdwXRG39TmwQv3